# Анібал Асеведо
Анібал Сантьяго Асеведо (ісп. Aníbal Santiago Acevedo, 28 квітня 1971, Сан-Хуан) — пуерториканський боксер, призер Олімпійських ігор (1992).

## Аматорська кар'єра
1989 року Анібал Асеведо став чемпіоном світу серед юніорів в легкій вазі.
На Кубку світу 1990 в категорії до 63,5 кг програв в другому бою.
1991 року завоював бронзову медаль на Панамериканських іграх. На чемпіонаті світу 1991 програв в другому бою Кості Цзю (СРСР).
1992 року Асеведо став переможцем кваліфікаційного олімпійського турніра в категорії до 67 кг. На Олімпійських іграх 1992 завоював бронзову медаль.
- В 1/16 фіналу переміг Геррі Сімона (Намібія) — 13-11
- В 1/8 фіналу переміг Стефана Скріггінса (Австралія) — 16-3
- У чвертьфіналі переміг Франциска Ваштаг (Румунія) — 20-9
- У півфіналі програв Хуану Ернандес Сьєрра (Куба) — 2-11

## Професіональна кар'єра
1993 року Анібал Асеведо перейшов до професійного боксу. Протягом 1993—1998 років провів 15 боїв, в яких здобув 13 перемог, але в титульних боях участі не брав. 1998 року оголосив про завершення кар'єри, але двічі 2001 та 2005 років повертався, не здобувши у восьми боях жодної перемоги.